# ITF Koper
Das ITF Koper (offiziell: Koper Open) ist ein Tennisturnier der ITF Women’s World Tennis Tour, das in Koper ausgetragen wird.

## Siegerliste

### Einzel
| Jahr | Kategorie | Belag | Siegerin               | Finalgegnerin        | Ergebnis       |
| ---- | --------- | ----- | ---------------------- | -------------------- | -------------- |
| 2022 | W60       | Sand  | Kathinka von Deichmann | Andrea Lázaro García | 3:6, 6:3, 6:2  |
| 2023 | W60       | Sand  | Aliona Bolsova         | Irina Bara           | 3:6, 6:2, 4:1r |
| 2024 | W75       | Sand  | Veronika Erjavec       | Polona Hercog        | 6:4, 6:3       |

### Doppel
| Jahr | Kategorie | Belag | Siegerinnen                        | Finalgegnerinnen                     | Ergebnis |
| ---- | --------- | ----- | ---------------------------------- | ------------------------------------ | -------- |
| 2022 | W60       | Sand  | Xenia Knoll Samantha Murray Sharan | Conny Perrin Joanne Züger            | 6:3, 6:2 |
| 2023 | W60       | Sand  | Irina Bara Andreea Mitu            | Suzan Lamens Kaylah McPhee           | 6:2, 6:3 |
| 2024 | W75       | Sand  | Veronika Erjavec Dominika Šalková  | Sapfo Sakellaridi Aurora Zantedeschi | 6:1, 6:3 |

## Quelle
- ITF Homepage